# Olympische Sommerspiele 1976/Rudern – Doppelvierer (Männer)
Bei den Olympischen Spielen 1976 in Montreal wurde vom 18. bis zum 25. Juli erstmals in der olympischen Geschichte ein Ruderwettbewerb im Doppelzweier der Männer ausgetragen. Austragungsort war das Olympic Basin auf der Île Notre-Dame. 45 Athleten in 11 Booten traten an.
Die Ruderregatta, die über 1000 Meter ausgetragen wurde, begann mit zwei Vorläufen. Die Boote auf Platz 1 der beiden Läufe qualifizierten sich direkt für das Finale, die anderen mussten in den Hoffnungslauf. Dieser bestand aus zwei Läufen, wo sich jeweils die ersten beiden Boote für das A-Finale qualifizierten, die restlichen Boote für das B-Finale.

## Ergebnisse

### Vorläufe

#### Vorlauf 1
| Rang | Nation             | Athleten                                                          | Zeit        | Anm.          |
| ---- | ------------------ | ----------------------------------------------------------------- | ----------- | ------------- |
| 1    | Tschechoslowakei   | Jaroslav Hellebrand, Vladek Lacina, Zdeněk Pecka, Václav Vochoska | 5:49,21 min | QA, OB        |
| 2    | BR Deutschland     | Michael Gentsch, Norbert Kothe, Helmut Krause, Helmut Wolber      | 5:53,40 min | Hoffnungslauf |
| 3    | Vereinigte Staaten | Peter Cortes, Kenneth Foote, Neil Halleen, John Van Blom          | 5:55,05 min | Hoffnungslauf |
| 4    | Großbritannien     | Thomas Bishop, Mark Hayter, Andrew Justice, Allan Whitwell        | 5:58,79 min | Hoffnungslauf |
| 5    | Schweiz            | Denis Oswald, Hans Ruckstuhl, Jörg Weitnauer, Reto Wyss           | 6:03,44 min | Hoffnungslauf |
| 6    | Kanada             | Louis Bourassa, York Langerfeld, Louis Prévost, André Renart      | 6:19,88 min | Hoffnungslauf |

#### Vorlauf 2
| Rang | Nation      | Athleten                                                                     | Zeit        | Anm.          |
| ---- | ----------- | ---------------------------------------------------------------------------- | ----------- | ------------- |
| 1    | Sowjetunion | Vytautas Butkus, Jewgeni Dulejew, Aivars Lazdenieks, Juri Jakimow            | 5:47,83 min | QA, OB        |
| 2    | DDR         | Karl-Heinz Bußert, Wolfgang Güldenpfennig, Rüdiger Reiche, Michael Wolfgramm | 5:50,87 min | Hoffnungslauf |
| 3    | Bulgarien   | Eftim Gersilow, Mintscho Nikolow, Jordan Waltschew, Christo Schelew          | 5:57,19 min | Hoffnungslauf |
| 4    | Frankreich  | Charles Imbert, Patrick Morineau, Roland Thibaut, Roland Weill               | 5:58,92 min | Hoffnungslauf |
| 5    | Kuba        | Ramón Luperón, Francisco Rodríguez, Nelson Simón, Cirilo Suárez              | 8:00,68 min | Hoffnungslauf |

### Hoffnungslauf

#### Hoffnungslauf 1
| Rang | Nation         | Athleten                                                            | Zeit        | Anm.     |
| ---- | -------------- | ------------------------------------------------------------------- | ----------- | -------- |
| 1    | BR Deutschland | Michael Gentsch, Norbert Kothe, Helmut Krause, Helmut Wolber        | 5:48,52 min | A-Finale |
| 2    | Bulgarien      | Eftim Gersilow, Mintscho Nikolow, Jordan Waltschew, Christo Schelew | 5:49,38 min | A-Finale |
| 3    | Frankreich     | Charles Imbert, Patrick Morineau, Roland Thibaut, Roland Weill      | 5:53,55 min | B-Finale |
| 4    | Schweiz        | Denis Oswald, Hans Ruckstuhl, Jörg Weitnauer, Reto Wyss             | 5:57,82 min | B-Finale |
| 5    | Kanada         | Louis Bourassa, York Langerfeld, Louis Prévost, André Renart        | 6:14,49 min | B-Finale |

#### Hoffnungslauf 2
| Rang | Nation             | Athleten                                                                     | Zeit        | Anm.     |
| ---- | ------------------ | ---------------------------------------------------------------------------- | ----------- | -------- |
| 1    | DDR                | Karl-Heinz Bußert, Wolfgang Güldenpfennig, Rüdiger Reiche, Michael Wolfgramm | 5:50,36 min | A-Finale |
| 2    | Vereinigte Staaten | Peter Cortes, Kenneth Foote, Neil Halleen, John Van Blom                     | 5:55,23 min | A-Finale |
| 3    | Großbritannien     | Thomas Bishop, Mark Hayter, Andrew Justice, Allan Whitwell                   | 5:58,68 min | B-Finale |
| 4    | Kuba               | César Herrera, Ramón Luperón, Francisco Rodríguez, Nelson Simón              | 6:10,11 min | B-Finale |

### Finale

#### B-Finale
| Rang | Nation         | Athleten                                                        | Zeit        |
| ---- | -------------- | --------------------------------------------------------------- | ----------- |
| 7    | Frankreich     | Charles Imbert, Patrick Morineau, Roland Thibaut, Roland Weill  | 6:28,60 min |
| 8    | Schweiz        | Denis Oswald, Hans Ruckstuhl, Jörg Weitnauer, Reto Wyss         | 6:29,61 min |
| 9    | Großbritannien | Thomas Bishop, Mark Hayter, Andrew Justice, Allan Whitwell      | 6:32,83 min |
| 10   | Kuba           | César Herrera, Ramón Luperón, Francisco Rodríguez, Nelson Simón | 6:40,76 min |
| 11   | Kanada         | Louis Bourassa, York Langerfeld, Louis Prévost, André Renart    | 6:44,74 min |

#### A-Finale
| Rang | Nation             | Athleten                                                                     | Zeit        |
| ---- | ------------------ | ---------------------------------------------------------------------------- | ----------- |
| 1    | DDR                | Karl-Heinz Bußert, Wolfgang Güldenpfennig, Rüdiger Reiche, Michael Wolfgramm | 6:18,65 min |
| 2    | Sowjetunion        | Vytautas Butkus, Jewgeni Dulejew, Aivars Lazdenieks, Juri Jakimow            | 6:19,89 min |
| 3    | Tschechoslowakei   | Jaroslav Hellebrand, Vladek Lacina, Zdeněk Pecka, Václav Vochoska            | 6:21,77 min |
| 4    | BR Deutschland     | Michael Gentsch, Norbert Kothe, Helmut Krause, Helmut Wolber                 | 6:24,81 min |
| 5    | Bulgarien          | Eftim Gersilow, Mintscho Nikolow, Jordan Waltschew, Christo Schelew          | 6:32,04 min |
| 6    | Vereinigte Staaten | Peter Cortes, Kenneth Foote, Neil Halleen, John Van Blom                     | 6:34,33 min |